# Programme tibétain de la CIA
 (mai 2019).

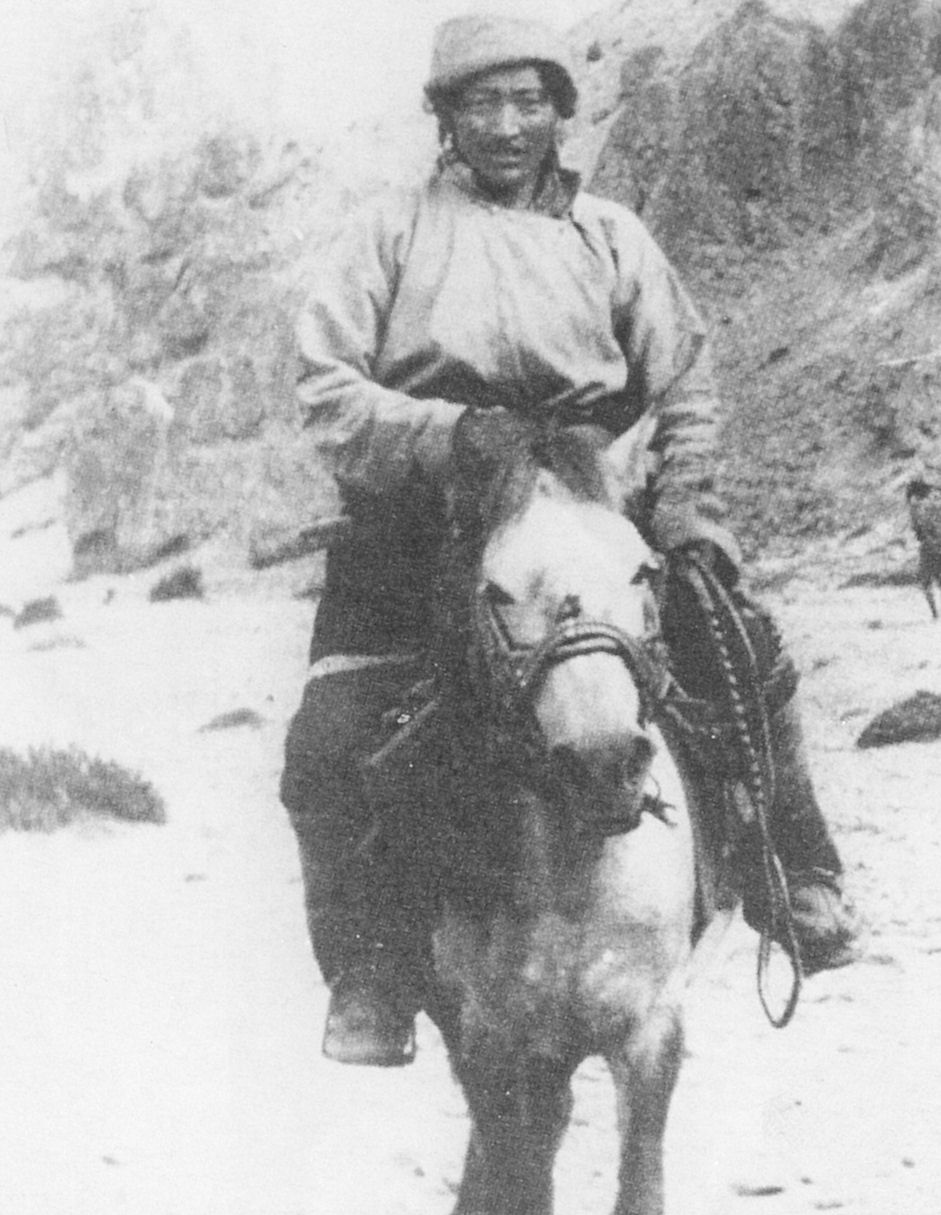
Photo d'un cavalier khampa rebelle en 1958 au Tibet.

Le programme tibétain de la CIA est un ensemble d'opérations secrètes étalées sur deux décennies et consistant en mesures politiques, en propagande et en opérations paramilitaires et de renseignement liées aux engagements pris par le gouvernement des États-Unis à l'égard du 14e dalaï-lama en 1951 et 1956. 
Des documents des services secrets, déconfidentialisés par le ministère des Affaires étrangères des États-Unis en 1998, montrent que pour déstabiliser le régime communiste chinois durant la guerre froide et appuyer le projet d'un Tibet autonome, la CIA finança, dans les années 1960, le 14e dalaï-lama, à hauteur de 180 000 dollars par an, et alloua 1,7 million de dollars par an à l'ensemble du mouvement,.
Bien qu'assigné officiellement uniquement à la CIA, le programme tibétain était également coordonné étroitement avec le ministère des Affaires étrangères et le ministère de la Défense.
Il a progressivement ralenti à la fin des années 1960 pour cesser avec la visite de Richard Nixon en Chine en 1972.

## Révélations médiatiques
Une bonne partie des informations sur le soutien de l'Agence à la guérilla tibétaine et au dalaï-lama a été révélée par la presse américaine au grand public à la fin des années 1990, d'abord en 1997 par le quotidien Chicago Tribune, confirmant en cela les accusations portées naguère par les maoïstes chinois, puis en 1998 à la fois par le Los Angeles Times et le New York Times, tirant parti de la déconfidentialisation de documents de l'Agence.

## La période 1942-1949
Les États-Unis commencent à s'intéresser au Tibet lors de la Seconde Guerre mondiale, après que les forces armées japonaises ont envahi la Chine et coupé, en mars 1942, la route par laquelle les forces armées du Kuomintang sont approvisionnées en armes et munitions depuis l'Asie méridionale.

### Ilya Tolstoy et Brooke Dolan II au Tibet (1942)
Le Bureau des services stratégiques, l'ancêtre de la CIA, envoie alors comme agents au Tibet, Ilia Tolstoy, fils de l'écrivain russe Léon Tolstoï, et Brooke Dolan II, avec pour mission principale la recherche de voies de communication entre l'Inde et les provinces chinoises du Yunnan et du Sichuan pour compenser la perte de la route de Birmanie. Ils ont pour mission annexe de se faire des amis haut placés dans une région du monde destinée, selon le directeur de l'OSS, à devenir très importante sur le plan stratégique. Ils rencontrent ainsi le jeune dalaï-lama, Tenzin Gyatso, alors âgé de huit ans, et le gouvernement tibétain, notamment en la personne de Surkhang Dzasa, lequel leur confie le désir de son gouvernement de voir les Américains soutenir les efforts de l'Angleterre pour empêcher l'intervention chinoise. Lorsqu'ils font leur rapport à l'ambassade américaine à Chongqing, ils ne font pas mystère du fait qu'ils sont acquis à la cause de l'indépendance tibétaine, ce qui amène le ministère des Affaires étrangères de la république de Chine à protester,. À leur retour aux États-Unis, les deux agents ont en poche le plan d'une nouvelle route et une foule de renseignements sur le pays et ses habitants.

### Lowell Thomas et Lowell Thomas Jr. au Tibet (1949)
Au retour d'un séjour à Lhassa en 1949, le journaliste Lowell Thomas et son fils, Lowell Thomas Jr., plaident pour que des armes modernes et des instructeurs capables de former à leur maniement soient envoyés au Tibet et qu'une mission américaine soit établie à Lhassa. Ils sont porteurs de documents écrits et de messages oraux du dalaï-lama et de son régent destinés au président Truman et au ministre des Affaires étrangères Dean Acheson,. 
Les Lowell avaient transmis au gouvernement tibétain, par des voies confidentielles, l'espoir du président de « rassembler les forces morales du monde contre les immorales ». Par la même occasion, ils avaient transmis la proposition du ministre des Affaires étrangères d'introduire au Tibet un haut responsable américain sous le couvert d'un simple voyage, pour évaluer les possibilités d'un programme de soutien,.
Par la suite, les interventions radiophoniques de Lowell Thomas père en faveur de l'indépendance tibétaine, valurent à celle-ci de nouveaux soutiens américains,.

## La période 1949-1951
En 1949, après la prise de pouvoir de Mao Zedong et du Parti communiste chinois et le basculement de la Chine (hormis Hong Kong et Taïwan où le Guomindang s'était retiré) dans le bloc communiste, les États-Unis cherchent à utiliser le Tibet dans leur lutte contre le communisme. Leur objectif est de maintenir en vie le concept politique d'un Tibet autonome chez les Tibétains et parmi les nations étrangères, principalement l'Inde, et de bâtir une force de résistance à d'éventuelles évolutions à l'intérieur de la Chine communiste.

### La mission secrète de Douglas Mackierman et Frank Bessac (1949)
Pensant que toute tentative ouverte d'armer les Tibétains conduirait à une intervention de l'armée chinoise au Tibet, le ministère des Affaires étrangères américain, en 1949, envoya à Lhassa, depuis le Sinkiang où il était posté pour surveiller les essais nucléaires soviétiques, un officier de la CIA, Douglas Mackiernan (en), en mission secrète auprès du dalaï-lama. Mais Mackiernan fut tué par des garde-frontière tibétains qui avaient l'ordre d'abattre tout étranger dans cette période tendue. Le compagnon de Mackierman, Frank Bessac, reprit la mission à son compte, rencontra le dalaï-lama et s’adressa à l’assemblée tibétaine (le tsongdu) pour qu’elle demande à son pays une aide militaire clandestine. Il quitta Lhassa la demande en poche, la transmettant sous forme codée au ministère des Affaires étrangères. Les Chinois, conscients que Mackierman et Bessac étaient des agents secrets et craignant que cette mission ne traduise la volonté des États-Unis d'apporter une aide militaire aux Tibétains, précipitèrent leur attaque, pour couper court à des « complots impérialistes ». Les États-Unis avaient effectivement commencé, quelques semaines avant l'assaut d'octobre 1950, d'aéroporter de l'équipement à l'armée tibétaine.

### Les plans américains pour le départ en exil du dalaï-lama
Le ministère américain des Affaires étrangères chargea l’ambassadeur américain en Inde, Loy Henderson, de mettre au courant le dalaï-lama de la position des États-Unis. En 1951, pour que le dalaï-Lama puisse quitter le Tibet en sécurité, l'ambassade américaine en Inde demanda au représentant du Royaume-Uni de faire pression avec lui sur le gouvernement indien, pour que celui-ci prenne l'initiative d'inviter le dalaï-Lama. L'ambassade américaine en Inde élabora même un plan pour accompagner le départ du dalaï-lama[réf. incomplète]: 
1. Sélectionner une petite équipe d'hommes de confiance de son entourage pour accompagner le Dalaï-Lama. Il vaut mieux partir dans la nuit, pour éviter que le Dalaï-Lama ne soit persuadé par des représentants de grands monastères et des institutions de Lhassa de retourner à Lhassa[19][citation nécessaire].
2. Confier à [telle personne nommée] (noms supprimés depuis que les dossiers ont été rendus publics) la tâche d'accompagner le dalaï-lama secrètement en Inde[19][citation nécessaire].
3. Si les deux plans susmentionnés sont impraticables, que le Dalaï-Lama envoie à [telle personne nommée] (noms supprimés dans le dossier) une lettre confiée aux intermédiaires du nom de Heinrich Harrer et de George Patterson[Lequel ?][20], pour leur indiquer le lieu exact à Yadong où des personnes déguisées attendront le Dalaï-Lama pour l'accompagner en Inde[19][citation nécessaire].

Le gouvernement américain aurait conseillé au dalaï-lama de trouver exil en Inde ou au Sri Lanka, car cela aurait pu contribuer à sa cause[citation nécessaire]. Il aurait été également proposé au dalaï-lama de s'exiler aux États-Unis avec les membres de sa famille et son entourage,. 
Les États-Unis auraient proposé d'entretenir des relations informelles avec le Tibet et d'exercer une influence sur le Royaume-Uni, la France, l'Inde notamment afin de promouvoir l'indépendance du Tibet. Enfin, Gyalo Thondup, frère aîné du dalaï-lama, pourrait trouver refuge aux États-Unis.
Le gouvernement américain aurait fait clairement comprendre au dalaï-lama que l'assistance qu'il apporterait aux Tibétains serait utile uniquement « si les Tibétains s'efforçaient de résister résolument ».

## La période 1952-1959

### Relations de l'Agence avec les frères du dalaï-lama
Alors qu'en mai 1952, des représentants du dalaï-lama ont signé, avec le gouvernement chinois, l'Accord en 17 points sur la libération pacifique du Tibet, le pontife tibétain reçoit un message du gouvernement américain lui proposant de fuir son pays, de rejeter l'« accord en 17 points » et d'organiser une résistance en exil.
À la même époque, Gyalo Thondup et Thupten Jigme Norbu, deux des trois frères aînés du dalaï-lama, s'exilent en Inde. En 1951 ou 1953 (selon les sources), la CIA entre secrètement en contact avec Gyalo Thondup, le plus jeune des deux frères, alors à Darjeeling, où celui-ci a commencé à établir un réseau clandestin faisant acheminer des textes de propagande à Lhassa et extrayant des renseignements sur la situation dans la capitale tibétaine. Sous son impulsion, la communauté tibétaine émigrée devient une sorte d'association d'aide non officielle. Gyalo Thondup devait devenir un atout majeur de l'Agence.
En 1955, Thupten Jigme Norbu obtient l’asile politique aux États-Unis. En 1956, il commence à voyager et à donner des conférences sous l'égide de l'American Society for a Free Asia, un organisme financé par la CIA. Il est impliqué, avec son frère, dans un projet de l'Agence d'organiser un réseau clandestin d'agents au Tibet. En 1957, il travaille comme traducteur pour la CIA sur l'île de Saipan et aux Îles Mariannes dans le Pacifique, puis à l'instruction des premiers résistants tibétains devant être parachutés au Tibet pour mener une guérilla contre l'armée populaire de libération,. (Son nom figure dans des rapports sur des camps d'entraînement secrets au Colorado, dans les montagnes rocheuses, et sur l'île de Saipan).

### Application du plan NSC5412 (1954)
En 1954, par l'intermédiaire de la CIA, Washington décide de faire appliquer le plan NSC5412, un plan secret visant à soutenir les forces anticommunistes. La CIA, dirigée alors par Allen Dulles, est dès lors chargée de diriger les actions de renseignement et d'espionnage destinées à contrer l'avancée du communisme dans le monde.
Au printemps 1955, une filiale de la CIA commence à recruter des soldats tibétains et à assurer leur entraînement et équipement à Taïwan, sur les îles d'Okinawa au Japon, et les îles de Guam. Ces soldats tibétains sont ensuite envoyés au Tibet pour servir d'agents provocateurs. 
En été de la même année, la CIA charge un spécialiste de la guérilla, répondant au nom d'Anthony Poshepny (Tony Poe), de partir au Tibet organiser des attaques menées par les séparatistes tibétains contre des soldats chinois[citation nécessaire].
En octobre 1957, depuis l'Inde, deux groupes de Khampas, munis de radios et d'armes individuelles, sont infiltrés au Tibet. Le premier groupe, deux membres du nom d'Athar et de Lotse, parvient à entrer en contact avec le Kashag. Le deuxième groupe perd deux de ses quatre membres dans une embuscade de l'armée avant de pouvoir contacter l'Agence en vue d'un parachutage d'armes ; un des membres, Wangdu, parvient à gagner Lhassa.

### La révolte des tribus khampas dans le Kham
En 1956, le monastère de Litang, dans le Kham, se soulève contre Pékin qui tente de prélever des impôts sur les activités commerciales du monastère, lequel abrite alors 5000 moines et chapeaute 113 monastères satellites, tous vivant du travail des paysans.
L'armée populaire de libération tente de saisir les armes détenues par les monastères et finit par envoyer un avion bombarder deux d'entre eux. 
Des bandes armées khampas, fédérées en une organisation du nom de Quatre fleuves, six montagnes (vieille désignation de l'Amdo et du Kham), tendent des embuscades aux convois sur les routes est-ouest récemment construites et se heurtent à l'armée. À partir de 1958, les combats gagnent certaines zones du Tibet central. 
La CIA intervient rapidement et parachute armes individuelles et provisions aux rebelles depuis des bases avancées dans les États indiens de l'Assam et du Bengale occidental.

### Le soulèvement de mars 1959 à Lhassa
Appuyé par la CIA,,, un soulèvement d'une partie des Tibétains (selon l'historiographie du gouvernement tibétain en exil) ou du clergé et de la noblesse tibétaines (selon celle du gouvernement chinois) débute dans la nuit du 19 au 20 mars 1959, à la suite d'une rumeur selon laquelle les autorités chinoises sont sur le point d'arrêter le dalaï-lama. Le 17 mars, les autorités locales du Tibet avaient rejeté ouvertement l'accord en 17 articles.
Si nombre de membres ecclésiastiques et laïques de l'aristocratie tibétaine ainsi qu'une bonne partie de l'armée rallièrent les révoltés, la population de Lhassa, dans sa grande majorité, refusa de le faire, assurant ainsi l'échec du soulèvement.

### La fuite du dalaï-lama en Inde (17 mars 1959)
Le 17 mars 1959, à la veille de la révolte, le 14e dalaï-lama s'enfuit de Lhassa, accompagné de sa proche famille et de ses principaux conseillers, et traverse l'Himalaya pour rejoindre l'Inde, où il arrive le 31 mars. L'agent des forces spéciales Anthony Poshepny prétend avoir aidé le pontife tibétain dans sa fuite. Cela a été démenti notamment par Jonathan Mirsky pour qui Poe/Poshepny est un affabulateur. L'agence américaine procure une couverture aérienne à la colonne, lui parachutant provisions et argent et mitraillant les positions chinoises. L'opération aurait été filmée. Pour T. D. Allman, il est clair que les Américains voulaient que le chef religieux et politique quitte le Tibet et que les Chinois n'avaient aucune envie de détrôner celui-ci. 
Pour la fuite du dalaï-lama, des combattants du Chushi Gangdruk, formés par l'Agence, sont déployés en des points stratégiques depuis Lhassa jusqu'en Inde et à la traversée de l'Himalaya pour empêcher toute poursuite par les Chinois, en bloquant les cols importants sur cet itinéraire et en les défendant aussi longtemps que possible, le temps que le dalaï-lama et son entourage poursuivent leur chemin à dos de cheval et se mettent à l’abri,. Pendant les deux semaines que dure le périple, des opérateurs radio formés par la CIA envoient, sous forme de messages codés, des rapports quotidiens sur leur progression à des postes d’écoute situés à Okinawa, lesquels messages sont ensuite transmis à Washington où le directeur de la CIA, Allen Dulles, en prend connaissance.
Dans une interview publiée en 2009, Ratuk Ngawang, un des chefs de la résistance tibétaine, confirme qu'il y avait deux opérateurs radio tibétains qui avaient été formés par la CIA pour rendre compte de la fuite du dalaï-lama (…). Les messages radio étaient ensuite envoyés depuis Washington à l’ambassade américaine à la Nouvelle Delhi où la progression du dalaï-lama était également suivie de près par l’officier de la CIA responsable de Gyalo Thondup et par l’ambassadeur Ellsworth Bunker. Fin mars, l’opération était terminée.
Selon T. D. Allman, la facilité avec laquelle purent fuir le dalaï-lama, les milliers de personnes de son entourage et la caravane d'objets précieux l'accompagnant, tient au fait que les Chinois auraient choisi de ne pas se mettre sur son chemin pour écarter tout risque qu'il soit blessé ou tué dans l'entreprise, une issue qui aurait été infamante pour eux.

## La période des années 1960

### Création des Bureaux du Tibet de New York et de Genève
Selon des documents officiels américains rendus publics en 1998, la CIA apporta en 1964 son soutien à la création à New York et à Genève de bureaux destinés à servir de représentations non officielles au dalaï-lama et à maintenir le concept d'une identité politique tibétaine, celui de New York ayant pour but de travailler en étroite collaboration avec les délégations de différents pays soutenant les Tibétains aux Nations unies. Au total, dans les années 1960 et jusqu'au début des années 1970, les services de renseignement américains versèrent annuellement au mouvement tibétain en exil 1,7 million de dollars, dont une subvention annuelle de 180 000 US$ pour le 14e dalaï-lama,. Peu de temps après, le gouvernement du dalaï-lama démentait que le dirigeant tibétain ait profité personnellement de cette subvention annuelle de 180 000 US$, précisant qu'elle avait été dépensée pour fonder les Bureaux du Tibet de Genève et de New York.

### Le programme d’entraînementST Circus
Le programme d'entraînement, qui avait pour nom de code ST Circus, était semblable à celui des dissidents cubains en vue du débarquement de la baie des Cochons. 
Selon des documents du renseignement américain rendus publics en 1998,, la CIA forma secrètement à la guérilla et au sabotage, de jeunes réfugiés tibétains, lesquels effectuaient régulièrement des raids au Tibet, éventuellement sous la conduite de mercenaires et avec l'appui d'avions. De 1959 à 1964, ces volontaires furent transportés par avion, depuis le Népal, aux États-Unis, pour y être formés secrètement au Camp Hale, près de Leadville dans le Colorado, dans une région située à plus de 3 000 mètres d'altitude au-dessus de la mer et censée rappeler le terrain de la zone himalayenne,. Le camp d’entraînement serait toutefois resté ouvert jusqu’en 1966.
Le responsable de la CIA, Bruce Walker, qui supervisa les opérations menées par des agents tibétains, fut troublé par l'hostilité manifestée par les Tibétains de l'intérieur envers ses agents : « Les équipes radio rencontraient une très forte résistance de la part de la population à l'intérieur du Tibet », reconnaît-t-il. De fait, de 1957 à 1972, les agents tibétains formés aux États-Unis mêmes et parachutés ensuite au Tibet pour y susciter des révoltes, tombaient rapidement entre les mains l'Armée populaire de libération, n'ayant guère le soutien de leurs compatriotes. Au cours d'un incident, un agent fut dénoncé sur le champ par son propre frère et arrêté avec les trois autres membres de son équipe. Loin d'être maltraités, ils eurent droit à un mois de séances de propagande avant d'être raccompagnés à la frontière indienne et relâchés.
L’opération ST Circus ne prit fin qu’en 1974, lorsque les États-Unis cessèrent officiellement leur ingérence dans les affaires du Tibet. 

### La base du district de Mustang au Népal
Après la décimation en 1959 de quatre groupes de guérilléros formés au Camp Hale et parachutés au Tibet pour rejoindre ce qui restait de la Résistance, la CIA changea de stratégie et mit sur pied une base au Mustang, région du Népal qui s’avance dans le Tibet et où vivent des populations tibétaines. En raison des difficultés d'accès depuis Katmandou, l'Agence fonda la compagnie aérienne Air Népal Pour s'occuper de la logistique et mit sur pied un faux programme d'aide de l'Agence pour le développement international. Vingt-six bâtiments furent construits, dont un de quatre étages pour servir de quartier général.
LA CIA rassembla au Mustang près de 2 000 Tibétains, organisés en armée moderne et commandés par Bapa Yeshe, un ancien moine. Ravitaillés en armes et munitions par air, ces combattants avaient pour mission de lancer des raids au Tibet.
En 1964, la plupart des villages du Mustang abritaient des camps ou des bases militaires, pour un nombre de combattants estimé à 6 000.
Le dernier lâcher d’armes eut lieu en mai 1965 puis, début 1969, l’Agence interrompit tout soutien, à la grande déception des guérilléros. Elle expliqua que c’était une des conditions mises par la Chine à l’établissement de relations diplomatiques avec les États-Unis,.
En raison des mesures efficaces de surveillance à la frontière prises par la Chine et des luttes intestines que se livraient les différents chefs tibétains, la guérilla de Mustang s’était retrouvée impuissante et n’avait plus d’objet.

### Appui financier
Pendant une bonne partie des années 1960 la CIA a fourni au mouvement des exilés tibétains 1,7 million de dollars annuellement, dont une allocation annuelle de 180 000 dollars pour le dalaï-lama. 
Le programme de l'Agence avait pour objectifs de soutenir les guérilléros tibétains au Népal, de financer un centre d'entraînement militaire secret dans le Colorado, d'établir à New York et à Genève des maisons du Tibet pour promouvoir la cause tibétaine, de former des agents tibétains à l'Université Cornell et d'équiper des commandos de reconnaissance. Il s'agissait de maintenir en vie le concept politique d'un Tibet autonome à l'intérieur du Tibet et parmi les pays étrangers, l'Inde au premier chef.
Au titre de l'année 1964, ce programme de 1 735 000 dollars prévoyait notamment :
- le soutien à une guérilla de 2100 Tibétains basée au Népal (500 000$),
- une subvention pour le dalaï-lama (180 000$),
- les dépenses du site de formation secret pour les Tibétains dans le Colorado (400 000$),
- le transport par avion des Tibétains formés vers l'Inde (185 000$),
- un programme d'éducation pour 20 jeunes officiers tibétains (45 000$),
- la création de Tibet Houses à New York, Genève et (non rendu public).

En 1968, l'Agence abandonna ses formations de combattants à l'intérieur des États-Unis et réduisit le financement du programme tibétain à moins de 1,2 million de dollars par an. 
Le gouvernement du dalaï-lama reconnaît aujourd'hui avoir reçu de l'argent de la CIA, mais dément que le dirigeant tibétain ait tiré un avantage personnel d'une allocation annuelle de 180 000$, ajoutant que cette somme a servi à entraîner des volontaires et à financer des opérations de guérilla contre les Chinois. L'allocation destinée au dalaï-lama aurait servi à mettre en place des bureaux à Genève et à New York et à rechercher des appuis internationaux. Le soutien du mouvement d'indépendance du Tibet faisait partie d'un programme décennal de la CIA visant à saper les gouvernements communistes, en particulier l'Union soviétique et la Chine. 
Dans ses mémoires publiés avant la déconfidentialisation des documents de la CIA, le dalaï-lama s'est démarqué des opérations de l'Agence et de la guérilla tibétaine. « Quoique j'eusse toujours admiré la détermination de ces guérilléros », écrit-il, « leurs activités n'avaient jamais eu mon appui... ». Pourtant, dans son autobiographie, Gompo Andrugtsang, le chef du Chushi Gangdruk, cite la lettre que le dalaï-lama lui envoya fin mars début avril 1959, depuis le dzong de Lhuntsé, pour lui annoncer sa nomination en tant que général et l'encourager à poursuivre la lutte.
Beaucoup d'amis du Tibet et d'admirateurs du dalaï-lama croient que celui-ci n'était pas au courant du programme de la CIA. Mais un de ses frères, Gyalo Thondup, était impliqué étroitement dans les opérations de l'Agence et l'agent John Kenneth Knauss, qui prit part lui aussi aux opérations et publia, en 1999, Orphans of the Cold War: America and the Tibetan Struggle for Survival, affirme que Gyalo Thondup tenait son frère informé des caractéristiques générales du soutien de la CIA.

## La période de 1972 à nos jours

### Cessation du soutien officiel à la guérilla tibétaine (1972)
Le réchauffement des relations sino-américaines à partir de 1971, marqué par l'admission de la Chine à l'ONU (octobre 1971), puis par la visite du président Richard Nixon et sa rencontre avec le président Mao Zedong (février 1972), entraîna l'arrêt du soutien technique et militaire de la CIA.

### Fermeture de la base du Mustang (1974)
En 1974, sous la pression des Chinois, le gouvernement népalais envoya des troupes au Mustang pour exiger que les combattants se rendent. Craignant un bain de sang, le dalaï-lama leur envoya un message enregistré leur demandant de se rendre, ce qu’ils firent, non sans regrets, certains d’entre eux se suicidant même peu après. Ceux qui ne se suicidèrent pas furent internés jusqu’en 1981.

### Réactions
Nombre d’agents américains impliqués dans les opérations d’aide à la guérilla tibétaine prirent très mal cet abandon de la part de Washington, certains d’entre eux, pour se consoler, se tournant même vers les prières qu’ils avaient apprises durant toutes ces années aux côtés du dalaï-lama.
À la question de savoir si le soutien de l'Agence avait été une bonne ou une mauvaise chose, le dalaï-lama répondit à son interlocuteur, l'agent John Kenneth Knauss, que malgré son côté bénéfique pour le moral de ceux qui résistaient aux Chinois, « la résistance s'était soldée par des milliers de vies perdues ». Et d'ajouter que « le gouvernement américain s'était impliqué dans les affaires du Tibet non pas pour aider celui-ci mais uniquement en tant que moyen de défier la Chine dans le cadre de la Guerre Froide ». Dans son autobiographie, Freedom in Exile, publiée en 1989, le dalaï-lama affirmait déjà que si la CIA avait accepté de soutenir la résistance tibétaine, c'est non pas parce qu'elle se souciait de l'indépendance du Tibet mais parce que cela faisait partie de ses efforts pour déstabiliser tous les gouvernements communistes dans le monde.

### Rumeurs de soutien à la révolte d’octobre 1987
La CIA, selon certaines rumeurs, aurait été impliquée, au moins indirectement, dans la révolte avortée d'octobre 1987, laquelle fut suivie de troubles et de leur répression jusqu'en mai 1993.
Un ancien agent du nom de Ralph McGehee (en) prétend même que l'Agence a financé la constitution de l'image médiatique du dalaï-lama.